# بحيرة كرار
تُعد بحيرة كرار أو قرار واحدة من أهم مواقع ما قبل التاريخ القديم في الجزائر، وهي تقع في بلدية الرمشي (ولاية تلمسان). اكتشف بها بقايا أثرية عام 1886 أثبت وجود نشاطًا إنسانيًا في المنطقة في عصر ما قبل التاريخ.

## الموقع الجغرافي
تقع البحيرة (خزان مياه صغير)على بعد 15 كيلومترا شمال مدينة تلمسان وعلى بعد كيلومترين جَنُوب شرق مدينة الرمشي. يمكن الوصول إليها عبر طريق غير معبد يؤدي إلى ربوة سيدي أحمد موسى. يوجد الموقع بالقرب من حوض مائي ذو شكل بيضويّ، كان يحتوي على منبع مائي كان يزوّد المدينة بالمياه خلال الفترة الاستعمارية الفرنسية. لكن جف المنبع المائي كليا سنة 1925.

## الاكتشاف و الدراسات الأولية

### الاكتشاف
خلال فترة الاستعمار الفرنسي للجزائر، ركزت السلطات الفرنسية جهودها على استكشاف ودراسة المنطقة بدقة. في هذا السياق، في عام 1896، عثر الجيولوجي الفرنسي ل. جنتي (بالفرنسية: L. Gentil)‏ على أدوات وبقايا حجرية تعود إلى العصر الحجري القديم في منطقة الرمشي و أُرسلت إلى عالم الحفريات والجيولوجي مارسيلين بول [الفرنسية]، الذي قام بدراستها بدقة ونشر دراسة مفصلة نُشرت في مجلة الأنثروبولوجي عام 1900.

### الدراسة الأولية
اهتم مرسلين بول، عالم الحفريات الفرنسي ورئيس تحرير مجلة الأنثروبولوجيا آنذاك، بدراسات القطع المكتشفة في الموقع. و نُشرت الدراسة، التي تتألف من 16 صفحة، في العدد 11 من المجلة، وحسبه تتكون البقايا التي جمعت بشكل رئيسي من الأسنان والعظام الطويلة لكن هذه الأخيرة تأثرت نوعا ما بالزمان مقارنة بالأسنان.